# Centrosotettix centrosus
Centrosotettix centrosus är en insektsart som först beskrevs av Bolívar, I. 1887.  Centrosotettix centrosus ingår i släktet Centrosotettix och familjen torngräshoppor. Inga underarter finns listade i Catalogue of Life.